# Ребелу, Камила
Камила Родригес Ребелу (род. 3 февраля 2003, Вила-Нова-ди-Пояриш) — португальская пловчиха, чемпион Европы 2024 года, двукратная чемпионка Средиземноморских игр 2022 года.

## Карьера
Камила Ребелу родилась 3 февраля 2003 года в Вила-Нова-ди-Поярише в Португалии.
В 2022 году на Средиземноморских играх в Оране, на дистанциях 100 и 200 метров на спине, Камила стала чемпионкой.
На чемпионате Европы 2024 года в Белграде на дистанции 200 метров на спине стала обладателем золотой медали с результатом 2:08.95, установив национальный рекорд.